# إدوارد ريل ماديجان
إدوارد ريل ماديجان (بالإنجليزية: Edward Rell Madigan)‏ (و. 1936 – 1994 م) هو سياسي من الولايات المتحدة الأمريكية ولد في لينكولن.
وهو عضو في الحزب الجمهوري .

## روابط خارجية
- إدوارد ريل ماديجان على موقع مونزينجر (الألمانية)
- إدوارد ريل ماديجان على موقع إن إن دي بي (الإنجليزية)